# Blabomma californicum
Blabomma californicum là một loài nhện trong họ Dictynidae.
Loài này thuộc chi Blabomma. Blabomma californicum được Eugène Simon miêu tả năm 1895.